# Radu Șerban
Radu Șerban ou Radu X Șerban foi um nobre da Valáquia que reinou como voivoda durante três períodos: o primeiro em 1601, o segundo de 1602 até 1610, e o terceiro em 1611.